# Adriano Tedoldi
Adriano Tedoldi (Nuvolento, 27 maggio 1952 – Paitone, 24 giugno 2018) è stato un calciatore italiano, di ruolo attaccante.
Era soprannominato Fedayyin per la folta chioma nera e i baffoni.

## Carriera
Cresciuto nelle giovanili del Brescia, ha fatto il suo esordio in prima squadra in Serie B il 26 settembre 1971, in occasione di una trasferta persa di misura sul campo della Lazio (0-1).
Viene quindi dato in prestito in Serie C, dapprima per un anno al Verbania e poi per due stagioni al Bolzano.
Rientra a Brescia nell'estate 1975, totalizzando 33 presenze e 8 reti nel successivo campionato di Serie B. In totale con la squadra lombarda disputa 57 partite di campionato e realizza 12 reti.
La stagione successiva riparte dal Brescia giocando quattro partite, poi nell'ottobre 1976 viene ceduto in Serie C al Benevento.
Gli ultimi anni della carriera lo vedono prima al Mantova, ancora in terza serie, poi al Rimini tra i cadetti, e infine al Lecco e al Chievo dove chiude la carriera.